# Kartell
Se kartell (olika betydelser) för karteller i andra sammanhang än näringslivet.
En kartell är ett organiserat samarbete mellan köpare eller säljare på en marknad med avsikt att sätta den marknadsmässiga konkurrensen ur spel. Medlemmarna i kartellen utfäster sig att koordinera sina priser och sin produktion med varandra. De flesta konkurrenslagar förbjuder karteller. Fackföreningar är ett exempel på karteller som lagstiftaren i moderna länder valt att inte förbjuda.
Karteller uppstår oftast i en oligopolisk marknad[källa behövs], där ett litet antal företag, oftast med liknande produkter, sätter sina priser efter bestämda regler. Andra aspekter förutom prisreglering kan vara hur stor produktion man får ha, hur marknadsandelarna ska fördelas, vilka regioner och vilka kunder man ska ha kontroll över.
Inom EU finns övergripande reglering i syfte att förhindra kartellbildning med mera i Artikel 101 konkurrensavsnittet i Fördraget om Europeiska unionens funktionssätt(f.d. artikel 81 FEG), där prisfixering, produktionskontrollering, marknadsuppdelning, villkorsuppdelning samt användande av gentjänster regleras, och därmed kan utgöra grund för ogiltigförklaring av avtal.
En kartell kan också vara en organiserad sammanslutning av myndigheter försättande maktbalansen ur spel.
Utmärkande för olagliga karteller är hemlighetsmakeriet. Höga direktörer i företag i samma bransch träffas på hemlig ort och överenskommer om vilket av företagen, som skall vinna en viss aktuell anbudstävlan. Det företaget lägger det fördelaktigaste anbudet, medan övriga företag i kartellen lägger bud, som ej är lika attraktiva. Samtliga anbud ligger ett gott stycke ifrån den nivå, som skulle ha gällt, ifall alla företag verkade i fri konkurrens med varandra. Nästa gång, som anbud skall läggas, blir det en annan medlem i kartellen, som får lägga det fördelaktigaste anbudet. Vid exempelvis Asfaltkartellen 2007 visade det sig att kartellen funnits sedan 1960-talet, utan att bli upptäckt. I Sverige kan enbart böter utdömas, medan i USA ej sällan dessutom ansvariga höga direktörer får fängelsestraff.